# Kis János (lelkész)
Kis János (Rábaszentandrás, 1770. szeptember 22. – Sopron, 1846. február 19.) evangélikus lelkész, a Dunántúli evangélikus egyházkerület szuperintendense (azaz püspöke) 1812-től haláláig, költő, műfordító, a Magyar Tudományos Akadémia tagja.
Az ember azzal halad felül minden oktalan állatokat, hogy magát tökéletesitheti s szűntelen értelmesebbé s jobbá teheti. Tsupán saját tapasztalása és nyomozódása által pedig e részben tsak igen lassan haladhatna elő sőt sokszor hijában vesztegetné idejét, ha mások tapasztalásait s oktatásait is hasznára nem fordítaná, s hol találhatná az illyen oktatást nagyobb mértékben s jobban, mint a könyvekben?

## Élete
Szülei, Kis Sándor és Pálfi Judit a Festetics grófi család jobbágyai voltak. Gyermekkorában sokat betegeskedett, ezért tízéves koráig otthon nevelkedett, anyjától a vallás elemeit és olvasást, apjától egy kis írást is tanult. Ezután a téti, majd a vadosfai iskolába járt egy-egy telet. A malomsoki pap és a vadosfai tanító javaslatára 1782 novemberében beadták a soproni evangélikus líceumba, ahol Farkas Ádám igazgató a III. (nyelvtani) osztályba vette fel, és Kis kilenc év alatt a szokott tanfolyamot elvégezte.
Bár szegény szülők gyermeke volt, nem látott szükséget soha, mert szülei gondoskodtak élelmezéséről, később pedig mint tansegédet, a tehetősebb növendékek szülei láttatták el, de még a konventtől is nyert némi segélypénzt. Tanítói közül Nagy-Mesterházy János, az őt könyvekkel segítő Vietorisz Jonathán, a klasszika literatúrát magyarázó Schwartner Márton voltak rá hatással; azon kívül Németh László iskolatársával való barátkozása, akivel együtt a görög, francia, olasz, spanyol és angol nyelvekben gyakorolták magukat, míg Gamaufnál, a soproni prédikátornál, a hébert tanulta.
1789-től a Jénából haza tért Raics Péter könyvtára nyitott alkalmat a buzgó barátoknak ismereteik gyarapítására. A magyar irodalom bővebb megismerése végett Péczeli Józsefhez fordult, akihez 1790. február 2-án írta: «Minden igyekezetem arra czéloz, hogy édes hazánk boldogságának előbbvitelében valaha mennél hathatósabban munkálkodhassam». Péczeli tanácsa szerint folytatta a magyar irodalom régi és új termékei olvasását és az irodalmi munkálkodást.
1790-ben legjobb barátja, Németh László társaságában megalapította a Soproni Magyar Társaságot, az első magyar diák-önképzőkört, amely egészen az 1848 szabadságharcig virágzott. Első munkájáért (1791) írói díjat kapott Bécsből Görög Demetertől, midőn az országot több irányban bejárván, több jeles íróval és tudóssal személyesen megismerkedett. További tudományos kiképzésére négy német egyetem látogatását tervezte és szeptember 18-án indult külföldre; Göttingenben Planck és Eichhorn, Gatterer, Schlözer, Spittler, Heeren, Kaestner, Heyne, Blumenbach, Lichtenberg, Feder, Bürger és Bouterweck, 1792 őszétől Jénában Paulus, Schütz, Reinhold és Schiller alatt az összes tudományokból hallgatott előadásokat.
1793 őszén hazatérve báró Prónay László házánál lett nevelő; azután a győri ágostai evangélikus iskolában tanított. 1796 márciusában pappá szentelték és a nagybaráti egyházközségben lépett hivatalba. 1799-ben Kővágóörsre, 1802-ben Nemesdömölkre, 1808-ban Sopronba hívták meg lelkésznek. 1812. június 23-án a Dunántúli Evangélikus Egyházkerület püspökévé választották meg. Szuperintendensi minőségében többször összeütközésbe került a kormányzattal, mivel írásban lépett fel a protestánsokat érintő megszorítások ellen, ugyanakkor ezzel párhuzamosan alárendeltjeinek a királyi parancsok iránti engedelmességet írta elő.
1822. augusztus 2-án I. Ferenc királytól nemesi rangot kapott. 1828-ban József nádor meghívta a felállítandó akadémia szabályai kidolgozásával megbízott testületbe. Az akadémia megalakulásakor 1830. november 17-én rendes taggá választották meg a történeti osztályban. 1840-ben királyi tanácsossá nevezték ki. 1842. január 22-én a Kisfaludy Társaság tagjai közé vette fel.
1844-ben Bécsben volt látogatóban Lajos fiával és ekkor súlyos kolerából gyógyult fel, melynek huzamosabb ideig érezte utóhatását. Ezen állapotában intézte a Kisfaludy Társasághoz «Bucsúját írótársaitól», mely a költőnek csakugyan hattyúéneke lett. 1846 elején életereje fogyott. Elhunyt 1846. február 19-én. A Kisfaludy Társaságban 1848. február 6-án Toldy Ferenc tartott fölötte emlékbeszédet.
Kazinczy Ferenccel folytatott levelezése végigkísérte életét, a nyelvújítással kapcsolatban Kazinczy álláspontjával értett egyet. Költői munkásságát ma kevésbé tartják jelentősnek, mint saját korában, ugyanakkor elismerik a magyar irodalom polgárosulásában játszott szerepét. Nevét Berzsenyi Dániel felfedezőjeként tartják számon.

## Munkássága
Költeményei és cikkei a következő lapokban, folyóiratokban és évkönyvekben jelentek meg: Mindenes Gyűjtemény, Hadi s más nevezetes Történetek, Magyar Hirmondó, Magyar Musa, A sopronyi magyar társaság első zsengéje, Erdélyi Múzeum, Tudományos Gyűjtemény, Aurora, Szépliteraturai Ajándék, Hebe, Felsőmagyarországi Minerva, Koszorú, A Sas, Közhasznú Esmeretek tára, Magyar tudományos társaság Évkönyvei, Musarion, Athenaeum, Figyelmező, Jelenkor, Századunk, Kisfaludy-Társaság Évlapjai, Széptani Remekirók.

### Főbb művei
- A valláscsúfolók ellen. Főtiszt. Nagy István úrnak a Dunán túl levő evangyelikusok superintendensévé lett választásának alkalmatosságával. Sopron, 1796 (költ.)
- Zsebbe való könyv. Azoknak, a kik az olvasásban hasznos gyönyörködtetést keresnek. Pozsony, 1797
- Kalendáriom és zsebbe való könyv. Azoknak a kik az olvasásban hasznos gyönyörködtetést keresnek 1799. esztendőre. Pozsony
- Levelezőkönyv, vagy oktatás levélírásra magyar és német nyelven. Pest, 1803 (névtelenül)
- A világnak közönséges historiája. Melyet némely jeles és hiteles írókból szedegetett gróf Gvadányi József m. lovas generális s annak halála után tovább folytatott Kis János. VII., VIII. kötet. Pozsony, 1805, 1809
- A magyar nyelvnek mostani álláspontjáról, kímíveltethetése módjairól, eszközeiről (Pályamű a nyelvújítással kapcsolatban, Pest, 1806)
- Kellemetes időtöltésre való elmés nyájasságok, ugymint: egynéhány regék Mátyás királyról, válogatott anekdoták és különb-különbféle kérdések és feleletek. Rész szerént külföldi, rész szerént kézben kevéssé forgó magyar munkákból öszveszedettettek s közrebocsátattak Zaidnak és az emberi indulatok tükörének kiadója által. Sopron, 1806
- A magyar nyelvnek mostani állapotjáról, kimíveltethetése módjairól, eszközeiről. Megjutalmaztatott felelet. Pest, 1806
- Flora, vagy szívre ható apró románok, erkölcsi mesék, versek és egyéb hasznosan gyönyörködtető darabok a szép nemnek és a szép nem barátjainak. Pest, 1806-1808, négy kötet
- Természet csudái, országok nevezetességei és nemzetek szokásai, melyek különbféle munkákból öszveszedegettettek és rész szerént az efféle dolgokban gyönyörködőknek, rész szerént a hasznos és kellemetes olvasást megkedvelleni s figyelmetességeket gyakorlani kivánóknak számokra kibocsáttottak, 1808
- Keresztyén földmívelő ember imádságos könyve. Pozsony, 1810
- Keresztyén új Énekeskönyv, melyet szerzett és egynéhány magányos áhitatosságra tartozó imádságokkal együtt kiadott a nagygyőri aug. conf. tartó gyülekezet. Győr, 1811
- Kis János versei. Kiadta Kazinczy Ferencz, Pest, 1815, három kötet
- Verses és imádságos könyvecske az apróbb oskolabeli gyermekek számára, 1815
- Ifjúság barátja, vagy hasznosan mulattató darabok a két nembeli ifjuság számára. Pest, 1816
- Nevezetes utazások tárháza, több tudósokkal együtt készítette és kiadta. Uo. 1816-19, nyolcz kötet (I. Park utazása Afrika belső tartományaiban, Bourbon, Franczia, s Java szigeteiről és Dahon országról szóló némely tudósításokkal együtt.)
- Evangelikus fiu- és leánygyermekeknek való képes Á-Bé-Czes könyv. Sopron, 1816
- Diktomos verses és imádságos könyvecske. Az apróbb iskolabéli gyermekek számára, 1816
- Helikoni kedvtöltés, a magyar literraturának némely barátjai által. Pest, 1816. 1820, négy kötet
- Kis János poetai munkái. A szerző saját kéziratai s az első kiadásokhoz gondosan egyengetve, kiadatlanokkal bővítve, jegyzésekkel s életrajzzal kiadta D. Schedel Ferencz. Pest, 1846 Online
- Kiss János superintendens Emlékezései életéből. Maga által feljegyezve. Sopron, 1845-46, két kötet
- Kis János poetai munkái. Kiadta Toldy Ferencz., 1864

### Műfordításai
- Hercules választása. Allegoriás költemény. Anglusból fordította Lowth szerint. Bécs, 1791
- Meiners Kristófnak oktatása, miképpen kellessék az ifjaknak haszonnal dolgozni, kivált magokat az olvasásban, kijegyezgetésben és irásban gyakorolni. Magyarra fordította és az ifjaknak legszükségesebb könyvek esmeretével megbővítette. Győr, 1798 (2. kiadás. Pozsony, 1820)
- Az emberekkel való társalkodásról, vagy miképen kellessék minden rendbéli emberekhez magukat úgy alkalmaztatnunk, hogy a világban boldogulhassunk. Irta német nyelven dr. Knigge Adolf. Szabadon fordította. Győr, 1798, három kötet
- Erkölcsi oktatás az ifjabb asszonyságok számára írta egy angliai dáma. Ford. Győr, 1798
- Protestáns közemberek olvasókönyve. A városi és falusi m. protestáns köznépnek s különösen az alsóbb oskolában tanuló ifjúságnak hasznára készíttetett Dr. Seiler Frid. György munkája szerént. Pozsony, 1802 (névtelenül)
- Zaid, vagy negyedik Muhamed török császárnak szerencsétlen szerelme. Igaz történeten épült román Kotzebue után, 1803
- Emberi indulatok tüköre, rész szerint igaz, rész szerint kitöltött történetekben. Nagy részint Lafontaine után. Pozsony, 1804
- Görög és római Mythologia, vagyis a régi görögök és rómaiak költött isteneiknek és félisteneiknek mesés történetei. Ford. 44 rézre metszett képekkel, melyek régi munkájú mesterségesen metszett kövekből rajzoltattak le. Pozsony, 1805
- Gyermekek és ifjak tárháza, az az elmét gyönyörködtető és nemes szivet formáló apró történetek, beszélgetések, utazások és versek. A mind a két nemen levő ifjúság számára egynéhány nevezetes német írók munkáiból ford. Pest, 1805, két kötet (eredetileg Gyermekek és ifjak Bibliothékája cím alatt jelent meg
- A régi görögök erkölcseinek és szokásainak, vagy vallásbéli, polgári, hadi és házi rendtartásainak leírása. Eschenburg szerint. Pozsony, 1809
- Horatius levelei Wielandnak magyarázó jegyzéseivel. I. kötet. Soprony, 1811
- A vallástalanságról s a vallásbéli buzgóság meghidegedésének okairól, különösen a protestansok között. Egy német munka után szükséges változtatásokkal készítette ... Sopron, 1815
- Doktor Luther Márton kis katekhizmusának magyarázatja. Néhai superintendens Herder után készítette. Pest, 1815 (hatodik kiadás, 1860)
- D. Junius Juvenalis Szatirái. Rész szerént folyó, rész szerént kötött beszédben magyarra fordítva és szükséges jegyzetekkel világosítva Pest, 1825
- A falusi élet. Delille franczia munkája után versekben szabadon fordítva. Soprony és Pozsony, 1825
- Klio, vagy léleknemesítő, részint eredeti, részint fordított darabok, kötött és kötetlen beszédben. Győr, 1825
- Eudaimonia, vagy boldogult élés mesterségére tanító közhasznú philosophia. Írta franczia nyelven Droz József... Blumröder Ágoston német kiadása után szabadon ford. Győr, 1827
- P. Afer Terentius: Az androszi leány. Vígjáték; ford. Kis János; Ellinger Ny., Kassa, 1829
- Aulus Persius Flaccus satirái, magyarul és deákul, szükséges jegyzetekkel világosítva. Sopron, 1829
- Socrates nevezetességei. Xenophon munkája görögből magyarra fordítva. Hozzájárul Socrates élete néhány jegyzetekkel és magyarázatokkal együtt. Kassa. 1831
- Horatius levelei. Ford. Az eredeti textussal Döring szerint, s Wieland magyarázó jegyzeteivel Kazinczy F. által. Pest, 1833
- Iphigenia Taurisban. Dráma Goethétől. Pest, 1833
- Blair Hugo rhetorikai aesthetikai leczkéi. Némely kihagyásokkal és rövidítésekkel, angolból. Buda, 1838, két kötet
- Soproni Estvék. Literaturai egyveleg. Sopron, 1839-44, öt füzet (I., II. eredeti s fordított czikkek, III., IV. Elváltozások, Ovid költeményei, némely kihagyásokkal, deák nyelvből folyó beszédben magyarra fordítva s magyarázó jegyzetekkel ellátva, V. eredeti s fordított czikkek. Ismertetve Figyelmező 1839. 33., 1840. 14. sz.) – benne: Rasszelasznak, egy abyssziniai királyi herczegnek történetei (Samuel Johnson / Johnson Sámuel nyomán, II. füzet)
- Longinus értekezése a fenségesről és Anaximenes rhetorikája. Buda, 1846
- Aristoteles rhetorikája. Buda, 1846
- Pythagorás arany mondatai. Hellenből... Pest, 1846

### Modern szövegkiadások
- Berzsenyi Dániel művei; vál., szöveggond., jegyz. Orosz László / Kis János emlékezései; Szépirodalmi, Budapest, 1985 (Magyar remekírók)
- "Ő a szép s jó apostola". Válogatás Kis János műveiből; összeáll. Baksa Péter; s.n., s.l., 2013
- A' magyar Páméla. Forráskiadás; Reciti, Budapest, 2014 (ReTextum)
- Kis János (1770–1846) szuperintendens irodalmi és tudományos levelezése; sajtó alá rend. Tóth Kálmán; Ludovika Egyetemi, Budapest, 2021